# Quecto
Quecto (symbool: q) is het SI-voorvoegsel dat gebruikt wordt om een factor 10−30, oftewel 1/1030, aan te duiden.
Het wordt gebruikt sinds 2022.